# Konanzia
Konanzia é um género botânico pertencente à família das orquídeas (Orchidaceae).

## Espécies
- Konanzia minutiflora C.H.Dodson & N.Williams